# كريس دن
كريس دن (بالإنجليزية: Chris Dunn)‏ (23 أكتوبر 1987 في المملكة المتحدة - ) هو لاعب كرة قدم بريطاني في مركز حراسة المرمى. لعب مع كامبريدج يونايتد وكوفنتري سيتي ويوفل تاون ونادي نورثامبتون تاون.

## وصلات خارجية
- كريس دن على موقع قاعدة بيانات كرة القدم.إي يو (الإنجليزية)
- كريس دن على موقع Soccerbase.com (لاعب) (الإنجليزية)